# Lambda
Das Lambda (auch Lamda, Lanta oder Labda; griechisches Neutrum λάβδα lábda, λάμβδα lámbda, neugriechisches Neutrum Λάμδα; Majuskel Λ, Minuskel λ) ist der elfte Buchstabe des griechischen Alphabets und hat nach dem milesischen System den Zahlwert 30.

## Verwendung
Der Kleinbuchstabe λ ist…
… in Wissenschaft und Technik
- in der Physik das Formelzeichen für die Wellenlänge, die Zerfallskonstante, die Wärmeleitfähigkeit oder die mittlere freie Weglänge
- in der Elektrotechnik die Bezeichnung für die Phasenverschiebung des breitbandigen Signales
- in der Drucklufttechnik der volumetrische Wirkungsgrad (Liefergrad) von Kolbenkompressoren.
- in der Thermodynamik und allen Verbrennungs(kraft)maschinen (Motoren, Gasturbinen etc.) das Formelzeichen für das Verbrennungsluftverhältnis bzw. den Luftüberschuss
- in der elektrischen Energietechnik für den Leistungsfaktor, also das Verhältnis der Wirkleistung zur Scheinleistung
- in der Mechanik als Formelzeichen für den Schlankheitsgrad; Siehe auch: Knickung
- bei Kurbeltrieben das Pleuelverhältnis.
- das Formelzeichen für die Schnelllaufzahl von Windenergieanlagen
- in der Mathematik die Bezeichnung für das Lebesgue-Maß
- in der Mathematik häufig der Name von Eigenwerten eines Endomorphismus
- in der analytischen Geometrie häufig der Parameter von Geraden oder Ebenen in der Parameterform
- in der mehrdimensionalen Analysis die Bezeichnung für Lagrangesche Multiplikatoren zur Berechnung von Extrema unter Nebenbedingungen
- in der Metallurgie der Abkühlungsparameter bei der Wärmebehandlung
- in der Geographie das Formelzeichen für die geographische Länge
- in der Mikrobiologie das Kennzeichen für den Bakteriophagen λ
- in technischen Modellversuchen das Formelzeichen für den Maßstab
- in der Informatik und Mathematischen Logik der Beginn eines Terms, welcher eine anonyme Funktion (Lambdafunktion) definiert, siehe Lambda-Kalkül
- in der theoretischen Informatik die Ausgabefunktion eines endlichen Automaten
- im Talsperrenbau die Abminderung des Sohlenwasserdrucks unter Staumauern durch Abdichtungs- oder Drainagemaßnahmen
- in der Fluiddynamik das Formelzeichen für die Rohrreibungszahl
- in der Wärmelehre/-technik das Formelzeichen für den Wärmeleitkoeffizienten
- in der Mikroelektronik der Kanallängenmodulationsfaktor von Metall-Oxid-Halbleiter-Feldeffekttransistoren

… als Logo oder Name
- in der Schwulen- und Lesbenbewegung seit den 1970ern das Symbol für libertas (lat. „Freiheit“) als Gleichberechtigung und dadurch Namensteil und/oder Symbol mehrerer Organisationen und Veranstaltungen:
  - Gay Activists Alliance: ehemalige lesbisch-schwule US-Bürgerrechtsbewegung, Abspaltung aus der ersten Nach-Stonewall-Organisation Gay Liberation Front (Ende 1969)
  - Lambda Legal: LGBT & HIV – US-Bürgerrechtsorganisation (1971/1973)
  - Jugendnetzwerk Lambda: Bundesweiter Jugendverband für Schwule, Lesben, Bisexuelle und Transgender (1990)
  - Rechtskomitee Lambda (RKL): Lesbisch-schwule Bürgerrechtsorganisation in Österreich (1991)
- in der Videospielserie Half-Life das Logo und Markenzeichen des Spiels.
- ein Produkt von Amazon Web Services. Der Service ermöglicht die Ausführung von Code ohne Bindung an einen konkreten Server („Serverless Computing“).[1]

Der Großbuchstabe Λ (nicht zu verwechseln mit dem Logiksymbol ∧) ist…
… in Wissenschaft und Technik:
- in der Schwingungslehre der klassischen Physik ein Maß für die Dämpfung – Logarithmisches Dekrement
- in der Elementarteilchenphysik die Bezeichnung eines Λ-Baryons
- in der Quantenfeldtheorie die Bezeichnung für den Cut-off-Parameter bei der Regularisierung
- Albert Einsteins Kosmologische Konstante, mit deren Hilfe er die Ausdehnung des Universums aus seinen Formeln verbannen wollte.
- in der Mathematik die übliche Bezeichnung für die Mangoldt-Funktion.
- in der Mathematik und der Signalverarbeitung eine gängige Bezeichnung für die Dreiecksfunktion.
- in der linearen Algebra das Symbol für das Dachprodukt von Vektorräumen
- in der abstrakten Algebra die Bezeichnung für die äußere Algebra eines Vektorraums
- im Flugzeugbau ein Maß für die Flügelstreckung

… als Logo oder Name
- das Wappen auf den Schilden der Spartanischen Hopliten (L für Lakedaimonier)
- das Logo von Lambda Physik, Produzent von (vorwiegend) Excimerlasern in Göttingen
- ein japanischer Raketentyp, Lambda (Rakete)
- ein lasergestütztes Großformat-Ausgabegerät zur hochauflösenden Belichtung von Bildern auf photosensitive Rollenmaterialien der Durst AG
- ein Auto von Lancia
- ein Symbol identitärer Gruppen in Europa.
- das Logo von Aphex Twin, eines der bedeutendsten Vertreter der Electronica-Szene

## Beispiele
- λόγος lógos: „Rede“, „Wort“
- Λαέρτης Lāértēs